# تلفن رادیویی خودرو
تلفن رادیویی اتومبیل (ARP) (فنلاندی : Autoradiopuhelin) اولین شبکه تلفن همراه عمومی تجاری در فنلاند بود. فناوری مورد استفاده نسل صفر (نسل۰) بود، با این تفاوت که آن سلول‌هایی داشت، حرکت بین آنها یکپارچه نبود. شبکه در سال ۱۹۶۸ پیشنهاد شد و ساختن آن از ۱۹۶۹ آغاز شد. آن در سال ۱۹۷۱ قابل دسترسی شد و پوشش جغرافیایی ۱۰۰ درصدی در سال ۱۹۷۸ با ۱۴۰ ایستگاه پایه داشت. شبکه ARP در سال ۲۰۰۰ با آمدن NMT-۹۰۰ بسته شد.
ARP یک موفقیت بود و محبوبیت خوبی به دست آورد (۱۰۸۰۰ کاربر در سال ۱۹۷۷ و در نهایت ۳۵۵۶۰ کاربر در ۱۹۸۶)، اما در نهایت خیلی متراکم شد و به تدریج با فناوری جدیدتر NMT جایگزین شد. به هر حال، ARP تنها شبکه تلفن همراه با پوشش ۱۰۰ درصدی برای مدتها بود و محبوبیت خود را در گروه خاصی از کاربران حفظ کرد.
ARP در فرکانس ۱۵۰MHz (تعداد ۸۰ کانال در باند ۱۴۷٫۹-۱۵۴٫۸۷۵ MHz) اجرا شد. قدرت انتقال از ۱ تا ۵ وات محدوده بندی شده بود. در ابتدا آن فقط از انتقال نیمه-دوطرفه استفاده می‌کرد، بعدها، تلفن‌های دو-طرفهٔ اتومبیل را معرفی کرد. به خاطر آنالوگ بودن، آن رمزگذاری نداشت و به خاطر همین تماس با دستگاه‌های پوینده قابل خواندن بودنند. این سیستم کار خود را با سرویس سوئیچ دستی آغاز کرد، اما در سال ۱۹۹۰ کاملاً خودکار شد، گرچه در آن زمان تعداد مشترکینش رفته رفته به ۹۸۰ کاربر کاهش یافت. ARP از جابه‌جایی پشتیبانی نمی‌کرد، بنابراین تماس‌ها هنگام رفتن به سلول جدید قطع می‌شدند. اندازه هر سلول تقریباً ۳۰ کیلومتر بود.
اولین دستگاه‌های تلفن همراه ARP از نظر حجمی خیلی بزرگ بودند به خاطر همین هم در بدنه اتومبیل‌ها جاسازی می‌شدند که به یک گوشی در نزدیک صندلی راننده متصل بودند. همچنین ARP قیمت گرانی داشت. در سال ۱۹۹۰، گوشی‌های دستی برای ARP معرفی شدند اما خیلی محبوبیتی نداشتند، به خاطر اینکه سیستم‌هایی مانند NMT با تجهیزات جدید موجود بودند.